# Eczéma (syndrome)

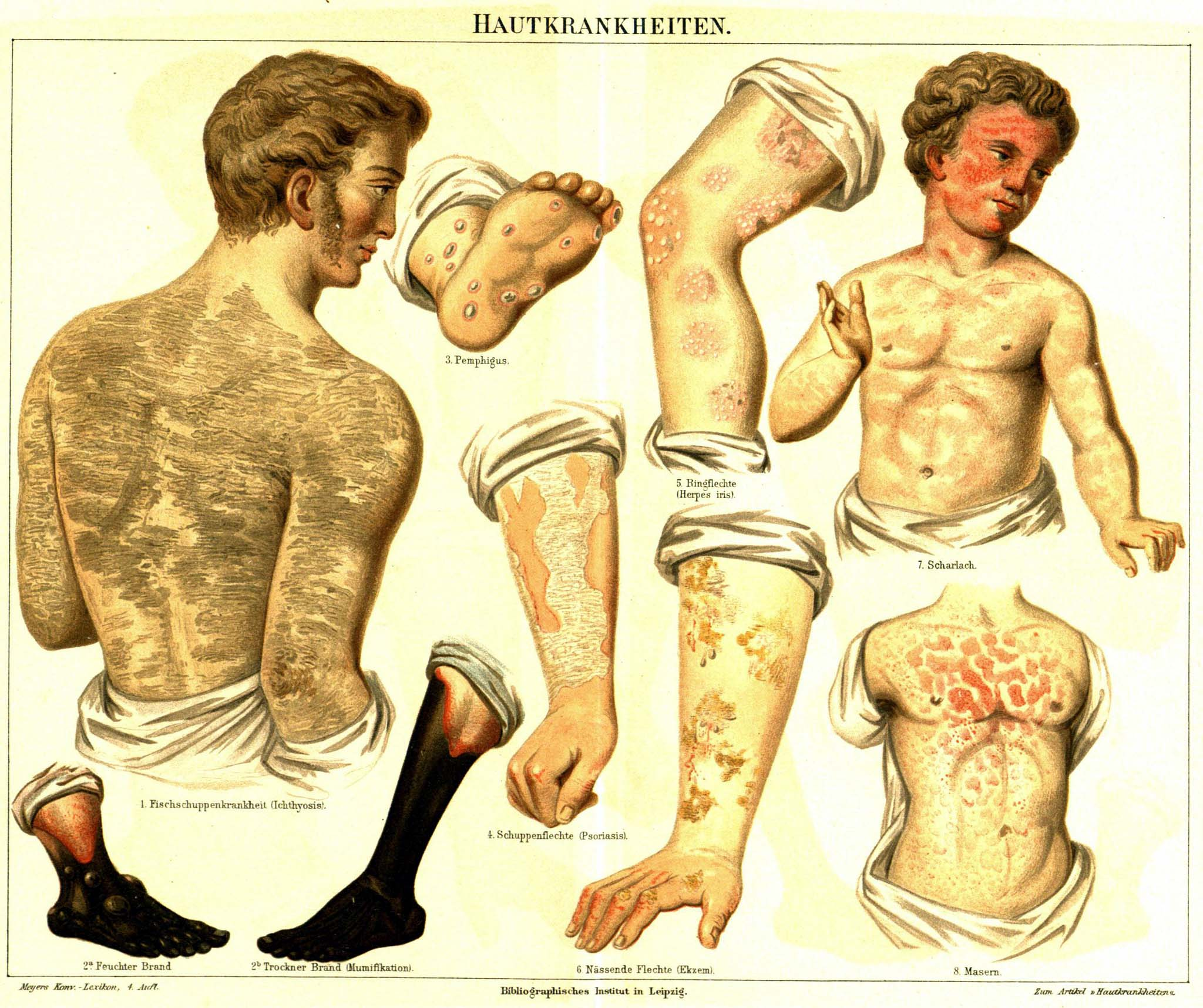
Planche pédagogique médicale (Meyers Konversationslexikon, vers 1885-90.

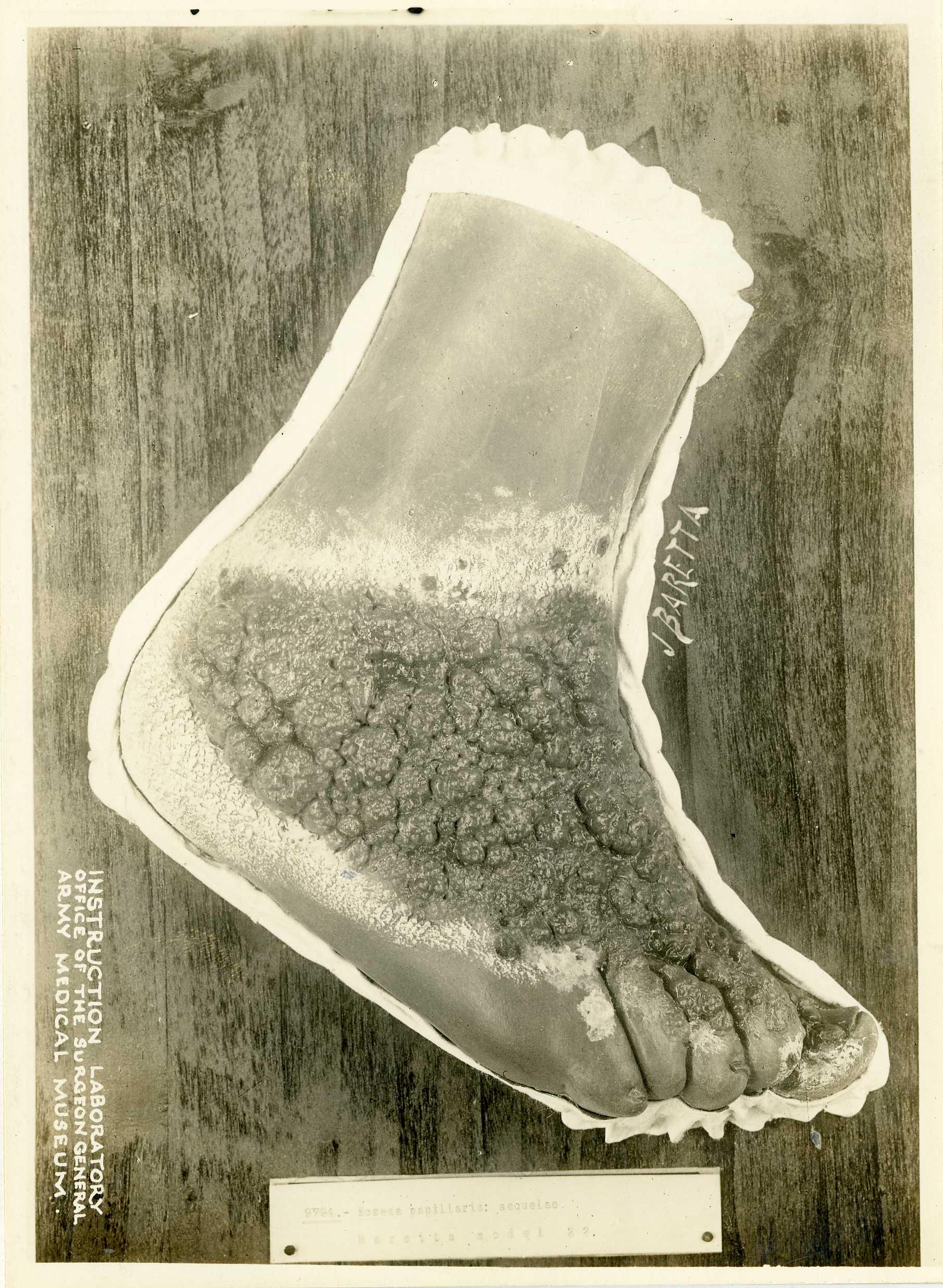
Modèle de cire présentant un Eczema papillaris, destiné à l'enseignement de la dermatologie (Army Medical Services Museum).

Pour les articles homonymes, voir Eczéma.
 Mise en garde médicale
L'eczéma (ou exéma) est un syndrome, regroupant un ensemble de signes cliniques et de symptômes communs à plusieurs affections, pouvant correspondre à plusieurs maladies inflammatoires de la peau. Ces maladies se caractérisent par des démangeaisons (prurit), une rougeur congestive de la peau (érythème) et des éruptions cutanées.
Lorsque l'affection est de courte durée, des cloques peuvent être observées. Si elle devient chronique, la peau peut s'épaissir. La zone de la peau affectée peut varier d'une petite région au corps entier,.

## Tableau clinique
L’eczéma se caractérise par des lésions déchiquetées (à contours irréguliers, les bordures sont dites « émiettées »), parfois micro-vésiculeuses (eczéma aigu) ou sèches, intenses. Ces lésions sont responsables de démangeaisons importantes. Il peut commencer très tôt dans la vie, et s'observe même chez les nourrissons. Les personnes atteintes connaissent des périodes communément appelées « poussées d'eczéma », durant lesquelles les symptômes s’aggravent. Ces poussées, de durée variable, sont entrecoupées de périodes de rémission. L’eczéma est souvent associé à l’asthme ou à diverses réactions allergiques.
Il existe plusieurs formes d'eczémas notamment l'eczéma atopique, de contact, l'eczéma anal, l'eczéma des mains, des oreilles, des paupières et l'eczéma nummulaire.

## Causes
La cause exacte de l'eczéma est inconnue, mais elle serait probablement liée à une combinaison de facteurs génétiques et environnementaux.

### Facteurs environnementaux
Dans les années 1970 le staphylocoque doré (Staphylococcus aureus) est fréquemment retrouvé dans les lésions eczémateuses sévères, puis on comprend qu'il pourrait exacerber la sévérité de la lésion (ce staphylocoque produisant une toxine super-antigénique). Une étude récente confirme que la population bactérienne de la peau (microbiote) des patients atteints d'eczéma sévère est fréquemment dominée par ce staphylocoque, ce qui plaide pour l'hypothèse que certaines bactéries puissent aggraver l'intensité des éruptions d'eczéma. En 2003, Mempel et al. évoquait un lien possible entre S. aureus et l'eczéma et Gauger et al. montrait que le nanoargent pouvait diminuer la prévalence du staphylocoque chez les eczémateux . Dans les années 2000, des thérapies ciblent ce staphylocoque pour mieux traiter certains eczémas sévères,,.

## Diagnostic
Parmi toutes les maladies de la peau, l’eczéma est la plus fréquente : cette maladie peut être responsable jusqu'à 30 % des consultations en dermatologie. Dans les pays industrialisés, elle atteindrait de 15 % à 30 % des enfants et de 2 % à 10 % des adultes. Selon de récentes estimations, les cas d’eczéma auraient doublé et peut-être même triplé depuis les 30 dernières années.
Le diagnostic est parfois évident à l'interrogatoire, mais il faut souvent réaliser des tests allergiques épi cutanés afin de déterminer l'allergène en cause. Ils consistent à coller des étiquettes contenant des allergènes, dans le dos du patient, et à les retirer 48 heures après. La lecture se fait à 48 et 72 h : les allergènes auxquels le patient est allergique ont créé une dermite de contact.

### Types
- L'eczéma atopique est une maladie d'origine allergique et touchant principalement le jeune enfant. C'est la forme la plus populaire et répandue de l’eczéma qui apparaît à cause d’une sécheresse excessive et d’un dysfonctionnement de la barrière cutanée. Favorisée par une prédisposition génétique, cette maladie peut être déclenchée et aggravée par des allergènes, une irritation causée par certains vêtements ou produits, le stress et les changements climatiques. Elle se caractérise par l’apparition de plaques rouges avec des vésicules et croûtes générant des lésions. Son évolution se fait par périodes de poussées entrecoupées par des périodes de rémission[14].
- L'eczéma nummulaire est une forme particulière chez l'adulte. Sa définition est strictement clinique : il s'agit de plaques d'eczéma arrondies, en forme de pièces de monnaie (du latin nummus que l'on retrouve dans numismatique).
- L'eczéma de contact est une dermite de contact liée à une hypersensibilité locale consécutive au contact avec une substance. Il est déclenché par une inflammation provoquée par la sensibilisation à un allergène entré en contact avec la peau ou un contact avec des produits chimiques, des détergents, ou encore des produits de cosmétique contenant de l’alcool. Il se manifeste entre 24h et 48h après contact sous forme de rougeur, de plaques rouges ou de gonflement de la peau à un endroit précis. Cette réaction allergique peut survenir même en l’absence de terrain génétique favorisant l’allergie.

## Physiopathologie
Tous les eczémas sont caractérisés par une spongiose qui permet aux médiateurs de l'inflammation de s'accumuler. Différents sous-types de cellules dendritiques, comme les cellules de Langerhans, les cellules dendritiques inflammatoires de l'épiderme et les cellules dendritiques plasmacytoïdes jouent un rôle dans le processus physiopathologique,.

## Gestion du syndrome
La gestion de ce syndrome repose sur l'utilisation de crèmes à base de cortisone diminuant les démangeaisons et l'inflammation, la prise d'antihistaminiques. Un traitement par rayons ultraviolets comme la photothérapie ou photo chimiothérapie peut également être prescrit.
Certaines personnes considèrent la bardane, le curcuma, l'hamamélis et le noyer comme remède.

### Mode de vie
En prévention ou en complément du traitement prescrit par le médecin, des mesures simples peuvent être appliquées pour augmenter l’efficacité du traitement et espacer les poussées, comme ne pas irriter davantage la peau. Pour cela: une seule douche quotidienne rapide est suffisante, utiliser uniquement des pains sans savon ou des nettoyants doux sans savon, ne rien ajouter dans l’eau du bain: pas de savons ou de produits moussants, sécher la peau en tamponnant sans frotter, porter des vêtements en coton car les matières synthétiques ou la laine peuvent irriter la peau, éviter l’exposition au tabac ou aux substances allergisantes (poils d’animaux, acariens), aérer les pièces 10 minutes tous les jours, attention au choix de la lessive et notamment ne pas utiliser celles qui contiennent des phosphates ou des adoucissants incorporés, appliquer une crème émolliente très hydratante qui restaure la fonction barrière de la peau et prévient les nouvelles poussées, à appliquer 2 fois par jour mais en cas de poussées éviter l’application de cette crème sur les zones très inflammatoires.

### Source
- Cet article est partiellement ou en totalité issu de l'article intitulé « eczéma » (voir la liste des auteurs).